# سمیح کایا
سمیح کایا (انگلیسی: Semih Kaya؛ زادهٔ ۲۴ فوریهٔ ۱۹۹۱) بازیکن فوتبال اهل ترکیه است.
از باشگاه‌هایی که در آن بازی کرده‌است می‌توان به باشگاه فوتبال کارتال‌اسپور، باشگاه فوتبال گالاتاسرای، و باشگاه فوتبال غازی عینتاب‌اسپور اشاره کرد.
وی همچنین در تیم‌های ملی فوتبال جوانان ترکیه، جوانان ترکیه، زیر ۱۷ سال ترکیه، زیر ۱۸ سال ترکیه، زیر ۱۹ سال ترکیه، زیر ۲۱ سال ترکیه، و بزرگسالان ترکیه بازی کرده‌است.